# شب چراغ (مجموعه تلویزیونی)
شب چراغ یک مجموعه تلویزیونی محصول سال ۱۳۸۱–۱۳۷۸ به کارگردانی  امیر قویدل، جمال شورجه و مجید جوانمرد، نویسندگی علی مؤذنی و تهیه‌کنندگی رضا انصاریان می‌باشد که در سال ۱۳۸۱ از شبکه ۲ پخش شد.

## بازیگران
- فلور نظری
- رضا بنفشه‌خواه
- یکتا ناصر
- بهروز شعیبی
- احمد ساعتچیان
- احمد نجفی
- اصغر قدس
- افشین نخعی
- اکبر قدمی
- بهمن نجفی
- پرستو صالحی
- حسین سحرخیز
- حمید مظفری
- رضا مهاجر
- سهیلا عزیزی
- سیامک اشعریون
- صادق توکلی
- عبدالرضا آشتیانی
- عبدالرضا زهره کرمانی
- علی اوسیوند
- فاطمه صامتی
- شاهین پرویزی
- فریبرز سمندرپور
- قطب‌الدین صادقی
- کامران فیوضات
- لیلا بوشهری
- امید آهنگر
- محبوبه مقبلی
- محمد حسن خانی
- محمدعلی سلیمان تاش
- محمود بنفشه‌خواه
- مهرانه مهین ترابی
- مهرداد فلاحتگر
- مهشید افشارزاده
- مهناز فصاحتی
- ناصر خاوری
- وجیهه لقمانی
- هرمز هدایت
- هوشنگ کاشیلو